# Telelangue

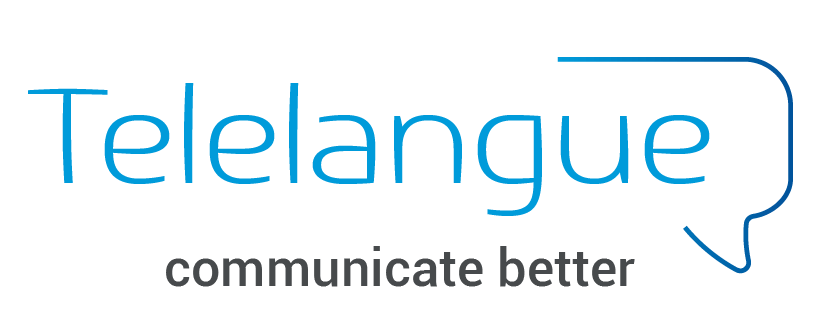

Telelangue est une société de services, fondée en 1981, qui dispense des cours de langues comme l'anglais, l'allemand, l'espagnol ou encore l'italien aux salariés des entreprises. 
Depuis 2004, la société propose ses services aux particuliers. Pour répondre à des besoins de progression professionnelle, elle offre des formations personnalisées en fonction du métier et des secteurs d’activité de l’apprenant. Au total, 218 métiers sont indexés dans quinze secteurs (aéronautique, agroalimentaire, assurance, automobile, banque, BTP, énergie, environnement, informatique, juridique, luxe, média, nucléaire, pharmacie, télécommunication, tourisme).

## Historique
(décembre 2013).
- 1981 : Lancement des cours par téléphone
- 1985 : Enseignement assisté par minitel
- 1990 : Cours par vidéo-disque laser
- 1995 : Plateforme de gestion intégrée
- 1998 : Formation en ligne de 1re génération
- 2001 : Formation en ligne de 2e génération avec CyberTeachers
- 2002 : Plateforme de réservation en ligne
- 2003 : Audit linguistique en ligne | Formation en visioconférence
- 2004 : Livre individualisé + référentiel 218 métiers
- 2006 : Cours collectifs par téléphone
- 2007 : Ouverture de filiales en Allemagne et en Italie
- 2008 : Formation en ligne de 3e génération avec CyberTeachers 6.0, ouverture d'une filiale en Espagne
- 2009 : Formation en ligne en direct avec CyberTeachers Live, prix de l’innovation du CNAM (Hermès de l’Innovation)

## Formations
- Les Phones Classrooms[2]

Telelangue propose des cours de langue par téléphone intitulés Phone Classrooms. Deux formules sont possibles : soit en Private où le stagiaire suit des cours de trente minutes avec un professeur particulier en direct de son pays et accessible 24h/24 ; en Group, où quatre participants de même niveau suivent un cours de soixante minutes pour permettre une répartition équilibrée du temps de parole. Lors des Phones Classrooms, professeurs et apprenants peuvent partager des documents écrits via un écran interactif intitulé Virtual Blackboard.
- CyberTeachers[3]

CyberTeachers est un support de formation en ligne personnalisé à partir des résultats d’un audit linguistique complet. Grâce à son programme de nouvelle génération piloté par intelligence artificielle, CyberTeachers a pour objectif d'accélérer les phases de compréhension, de mémorisation et de restitution, tout en entretenant la motivation du stagiaire. 
- CyberTeachers Live

La version Live de CyberTeachers est une classe virtuelle qui associe des professeurs à l’auto-apprentissage. À tout moment, l’apprenant peut échanger avec un tuteur grâce à un système de visioconférence, participer à des classes de conversation ou travailler en co-formation avec des apprenants du monde entier. En 2009, Telelangue a reçu de la part de l'Institut Européen de Stratégies Créatives et d'Innovation, l’Hermès de l’innovation pour la solution CyberTeachers Live.
- Blended-Learning

Il est possible de combiner plusieurs formules d’apprentissage : outils de formation en ligne, solutions de coaching, cours de conversation, cours par téléphone, face-à-face… En associant les Private Phone Classroom avec CyberTeachers par exemple, l’apprenant dispose d’une solution de formation flexible et complémentaire.

## Quelques chiffres
- 29 ans d’expérience dans la formation linguistique
- Plus de 300 000 stagiaires formés
- Plus de 15 000 entreprises ont choisi Telelangue pour former leur personnel.
- 800 collaborateurs dont 600 professeurs[6] et 50 linguistes et développeurs
- 280 000 heures de formations dispensées par an
- 18 langues enseignées : anglais, allemand, arabe, brésilien, chinois, danois, espagnol, français langue étrangère, grec, italien, japonais, néerlandais, polonais, portugais, roumain, russe, suédois,turc
- 41 centres de formations en France et réseau World Speaking dans le monde entier
- Une présence sur les 5 continents